# 涂杰
（1547年—？），字汝高，號念東，江西承宣布政使司南昌府新建縣軍籍，南昌縣人（今江西省南昌市），明朝政治人物。

## 生平
隆慶四年（1570年）中式庚午科江西鄉試第九名舉人。隆慶五年（1571年）聯捷辛未科會試第二百七名，三甲第二百二十二名進士，工部觀政，授浙江龍游縣知縣。
萬曆五年（1577年），选任廣西道監察御史，七年养病。萬曆十年，改任浙江道監察御史，巡按湖廣，丁憂歸。十五年赴京，中途养病。萬曆十九年复除本道御史，二十年，擔任光祿寺少卿。
萬曆二十一年，國本之爭矛盾開始激化，明神宗加快改立進程，下詔三王並封（皇長子朱常洛、皇三子朱常洵和皇五子朱常浩一併封王）。當時光祿丞朱維京、給事中王如堅上疏率先反對。明神宗大震怒，兩人被貶戍邊。隨後涂杰、王學曾繼續上疏，兩人均被斥為民。此事激起群臣更多反對，最終迫使大學士王錫爵辭職、明神宗收回前命。
天啟二年（1622年），明熹宗贈涂杰太常寺少卿。天啟三年，贈大理寺卿。

## 家族
曾祖涂貴；祖父涂鸞；父涂乾，母陳氏。慈侍下。兄凃本。
子涂绍煃（1582年-1645年），字伯聚，號映薇，万历四十三年（1615年）乙卯乡试中举，名列第四名。四十七年登己未科進士。